# Limnophila (Limnophila) morosa
Limnophila (Limnophila) morosa is een tweevleugelige uit de familie steltmuggen (Limoniidae). De soort komt voor in het Australaziatisch gebied.